# Arena Corinthians
Arena Corinthians är en fotbollsarena i São Paulo, Brasilien. Arenan började byggas 30 maj 2011 och invigdes 10 maj 2014. Arenan är används under världsmästerskapet i fotboll 2014, där den benämns som Arena de São Paulo Under turneringen är den värd för sex matcher, inklusive öppningsmatchen mellan Brasilien och Kroatien den 12 juni.
Arenan har under mästerskapet 20 000 provisoriska sittplatser, för att nå upp till Fifas krav om att VM-arenor måste ha sittplatser för minst 65 000 åskådare.
Arena Corinthians är ritad av de brasilianska arkitekterna Anibal Coutinho och Antonio Paulo Cordeiro från arkitektfirman CDCA.